# Antonio dell'Aquila
Antonio dell'Aquila, al secolo Antonio Torriani o della Torre (Milano, 1424 circa – L'Aquila, 24 luglio 1494), è stato un religioso italiano. Sacerdote dell'Ordine di Sant'Agostino, il suo culto come beato è stato confermato da papa Clemente XIII nel 1769.

## Biografia
Nacque attorno al 1424 a Milano dalla nobile famiglia dei Torriani: studiò medicina a Pavia e fu medico nella sua città natale. Maturò la decisione di abbracciare la vita religiosa tra gli eremitani del convento di San Marco e, ordinato prete, si trasferì nel convento di San Nicola a Perugia.
Compì pellegrinaggi a Loreto, Roma e Compostella. Ebbe fama di estasi, profezie, visioni e miracoli.
Fu inviato all'Aquila per comporre i conflitti tra le fazioni cittadine: vi rimase fino alla fine dei suoi giorni distinguendosi per lo spirito di penitenza e carità. Diresse e riformò il monastero delle agostiniane di Santa Lucia e fondò le ammantellale di Sant'Agostino, che sopravvissero fino al 1809.

## Il culto
Il suo corpo, inizialmente venerato nella chiesa di Sant'Agostino, fu traslato nel 1808 nella basilica di Collemaggio e nel 1838 nella chiesa di San Bernardo. Dal 1987 si trova nella chiesa del monastero agostiniano femminile di Sant'Amico, che custodisce anche le reliquie della beata Cristina da l'Aquila.
Papa Clemente XIII, con decreto del 11 luglio 1759, ne confermò il culto con il titolo di beato.
Il suo elogio si legge nel Martirologio romano al 24 luglio.